# Castrocontrigo
Castrocontrigo è un comune spagnolo di 1 114 abitanti situato nella comunità autonoma di Castiglia e León.